# No Blues
No Blues est un double-album Jazz du Miles Davis Quintet paru en 1967.
Il s'agit d'un enregistrement en public, le 6 novembre 1967, salle Pleyel à Paris pour l'ORTF. Le concert s'inscrivait dans une tournée en Europe, fin 1967, montée par George Wein et baptisée "Newport Jazz Festival in Europe". L'album existe également sous le nom : Live In Paris.

## Titres
1. Round About Midnight (B. Hanighen, C. Williams, T. Monk) 8.07 (1)
2. No Blues (Miles Davis) 13.02
3. Mascalero (Wayne Shorter) 10.42
4. I Fall in Love Too Easily (S. Cahn, J. Styne)  7.54 (2)
5. Riot (Herbie Hancock) 6.07 (3)
6. Walkin' (R. Carpenter) 9.11 (4)
7. On Green Dolphin Street (N. Washington, B. Kaper) 16.41
8. The Theme (Miles Davis) 0.46 (5)

Les versions studios des titres se trouvent dans les albums suivants :

(1) 'Round About Midnight

(2) Seven Steps to Heaven

(3) Nefertiti

(4) Walkin'

(5) Workin' with the Miles Davis Quintet

## Musiciens
- Miles Davis (Trompette)
- Wayne Shorter (Saxophone ténor)
- Herbie Hancock (piano)
- Ron Carter (contrebasse)
- Tony Williams (batterie)